# 石原理酉
石原 理酉（いしはら まさあき）は、日本のソングライター、編曲家。神奈川県横浜市出身。

## 作品

### 楽曲提供
- 関ジャニ∞
  - 「愛でした。」[2]（作詞・作曲）
（シングル表題曲／TBSドラマ「パパドル!」主題歌）
（ベストアルバム「8EST」収録）
（関ジャニ∞リサイタル  真夏の俺らは罪なヤツ LIVE BD 収録）
- 安田レイ
  - 「あしたいろ」（共作曲）
（シングル表題曲／TBSドラマ「結婚式の前日に」主題歌）
（2015年日本レコード大賞 新人賞受賞曲）
（アルバム「PRISM」収録）

  - 「きみのうた」（共作詞）
（シングル表題曲・TXアニメ「夏目友人帳 陸」エンディング曲）
- PUFFY
  - 「脱ディストピア」（作曲）
（シングル表題曲／旅行会社エイチ・アイ・エス CMタイアップ曲）
（ベスト・アルバム「非脱力派宣言」収録）
- AIKATSU☆STARS／STAR☆ANIS
  - 「チュチュ・バレリーナ」（作曲）
（テレビ東京アニメ「アイカツ!」エンディング曲）
（マキシシングル「Lovely Party Collection／チュチュ・バレリーナ」収録）
（アイカツ! 3rdシーズン ベストアルバム「Lovely Party!!」収録）
（アイカツ! スペシャルLIVE 2015 Lovely Party!! LIVE BD 収録）
（アイカツ! スペシャルLIVE TOUR 2015 SHINING STAR* COMPLETE LIVE BD 収録）
（アイカツ! うたバッジ Vol.3 収録）
（アイカツ! オリジナルサウンドトラック  アイカツ!の音楽04 収録）
（アイカツ! ミュージックフェスタ COMPLETE LIVE BD-BOX 収録）
（アイカツ!  COMPLETE CD-BOX 収録）
（アイカツ! ミュージックフェスタ 2017 アイカツ! 版 BD 収録）
（アイカツ! ミュージックフェスタ in アイカツ武道館! Day1  LIVE BD 収録）
- ベッド・イン
  - 「♂×♀×ポーカーゲーム」（作曲・編曲）[3]
（シングル表題曲／フジテレビ「HEY!HEY!NEO!」エンディング曲）
（映画「101回目のベッド・イン」）
（メジャー1stアルバム「RICH」収録）
- ペパーミント  （midnightPumpkin wakana solo project）
  - 「最終電車は蝶の夢を見る」（共作曲／Instruments Programming）
（2ndMini Album「AKA.TO.AO」収録）

  - 「D.M.E.」（作曲／Instruments Programming）
（2ndMini Album「AKA.TO.AO」収録）
- Rhodanthe*
  - 「きらめきいろサマーレインボー」（作曲） 
（TOKYO MXアニメ「ハロー!!きんいろモザイク」SPオープニング曲）
（アルバム「ハロー!!きんいろモザイク」サウンドブック「また、会えたね。」収録）
（Rhodanthe* 1stアルバム「FIRST*MODE」収録）
（Rhodanthe* New Year Concert 2016 BD FIRST*MODE 収録）
- 宍戸留美
  - 「北極星（ぽーらーすたー）」（作詞・作曲）
（も〜っと!おジャ魔女どれみ イメージソング）
- RunJun  （宍戸留美×森下純菜）
  - 「クリスマスツリー」 （作詞／作曲／編曲／All Instruments Programming／Mixing／Mastering）
  - 「恋はダイアリー」 （作詞／作曲／編曲／All Instruments Programming／Mixing／Mastering）
- シークレットガールズ
  - 「A Little Star」（作曲） 
（マキシシングル「Secret girls」収録）
- ミライスカート
  - 「おねがい」（作曲・編曲）
（シングル「COSMOsSPLASH」収録）
- Vipera
  - 「CHANGE THE WORLD」（作詞・作曲・編曲）
（シングル表題曲）
（Vipera 1stアルバム「TARGET」[4]収録）

  - 「桜道」（作詞・作曲・編曲）
（シングル表題曲／洗濯洗剤ポッシュワン CMタイアップ曲）
（Vipera 1stアルバム「TARGET」収録）
（Vipera メジャー1stアルバム「Vipera」収録）

  - 「ACID BERRY」[5]（作詞／作曲／編曲／All Instruments Programming／Mixing）
（シングル表題曲）
（タワーレコード渋谷店　デイリー総合チャート１位）
（オリコン デイリーシングルチャート４位）

  - 「boogie in the sunshine」（作詞／作曲／編曲／All Instruments Programming／Mixing）
（シングル「ACID BERRY」収録）

  - 「雨音」（作詞／作曲／編曲／All Instruments Programming／Mixing）
（Vipera メジャー1stアルバム「Vipera」収録）
（Vipera メジャー1stフルアルバム「ViperaのCD陳列はあ行でお願いします」収録）

  - 「夏はピカソ」（作詞／作曲／編曲／All Instruments Programming／Mixing）
（Vipera メジャー1stアルバム「Vipera」収録）

  - 「We're the Vipera」（作詞／作曲／編曲／All Instruments Programming／Mixing）
（Vipera メジャー1stアルバム「Vipera」収録）

  - 「月華澄明」（作詞／作曲／編曲／All Instruments Programming／Mixing）
（Vipera メジャー1stアルバム「Vipera」収録）
（Vipera メジャー1stフルアルバム「ViperaのCD陳列はあ行でお願いします」収録）

  - 「KETCHUP」（作詞／作曲／編曲／All Instruments Programming／Mixing）
（Vipera メジャー1stアルバム「Vipera」収録）

  - 「Honey Valley ～この世のすべては、そのオッパイ～」（作曲／編曲／All Instruments Programming／Mixing）
（シングル「俺またやっちまった」収録）
（先行配信 ドワンゴジェイピー  DLデイリーシングルチャート1位）
（Vipera メジャー1stフルアルバム「ViperaのCD陳列はあ行でお願いします」収録）

  - 「P-T」（共作詞／作曲／編曲／All Instruments Programming／Mixing）
（Vipera 優弥  solo楽曲）

  - 「キルキス」（作詞／作曲／編曲／All Instruments Programming／Mixing）
（Vipera メジャー1stフルアルバム「ViperaのCD陳列はあ行でお願いします」収録）

  - 「Truth」（作詞／作曲／編曲／All Instruments Programming／Mixing）
（Vipera メジャー1stフルアルバム「ViperaのCD陳列はあ行でお願いします」収録）

  - 「Raining」（作詞／作曲／編曲／All Instruments Programming／Mixing）  
（Vipera メジャー1stフルアルバム「ViperaのCD陳列はあ行でお願いします」収録）

  - 「Buddy！」（作詞／作曲／編曲／All Instruments Programming／Mixing）  
（Vipera メジャー1stフルアルバム「ViperaのCD陳列はあ行でお願いします」収録）
- i☆Ris
  - 「jewel」（作曲） 
（シングル「Shining Star」収録）